# Nigel Walker
Nigel Walker (14 de mayo de 1957) es un ingeniero de grabación y productor musical de origen inglés, que inició su carrera en el mundo en la década de los 70.

## Carrera
Inició su carrera en el mundo de la música en 1975 en AIR studios de la mano del afamado productor de The Beatles George Martin.
Durante los doce años siguientes Nigel trabaja en dichos estudios como ingeniero de artistas de la talla de Pink Floyd, Paul McCartney, Kate Bush, Aerosmith, Bryan Ferry, Mick Jagger, Jeff Beck, Billy Idol y Generation X, Joe Jackson, Elton John,  Dire Straits, Aztec Camera, Cat Stevens, Harry Nillsson, Uk, Scritti Politti, America,  Herbie Hancock, Mark Knopfler, The Cars, Cheap Trick, Tom Petty y Bob Dylan.
De 1982 a 1987 recibe ofertas para trabajar alrededor del mundo, lo que le lleva a dejar Londres y comenzar su carrera en solitario, trabajando en Tokio, Estocolmo, Dublín, Las Islas Caribes, Buenos Aires, Nueva York, Los Ángeles, Nashville, Atlanta, Florida, Portland con artistas internacionales como Kansas, Pete Townshend, David Sylvian, Gary Moore, Greg Lake, Steve Morse, Nightnoise, Fito Páez.

## Nuevo ciclo como productor
En 1988 recibe una llamada desde España en la que solicitan sus servicios como ingeniero en dos proyectos locales, NACHA POP 80 – 88 y el álbum de Hombres G “Voy a pasármelo bien”.
En 1993 decide cambiar Londres por Madrid estableciendo su residencia permanente en España.
Como ejemplo de su importancia como productor, se puede destacar que ha producido a varios de los grupos españoles de pop-rock más destacados de los últimos tiempos tales como "La Oreja de Van Gogh", " El Canto del Loco" y "Pereza (banda)"
Es uno de los productores musicales más aclamados y más solicitados de España, cuenta en su palmarés con más de 40 números uno, más de veinte disco de platino, 3 Grammy y más de 4 millones de discos vendidos.
En la actualidad se encuentra desarrollando un proyecto de nombre Mad Sound Project, con el que espera descubrir nuevos talentos para el panorama musical español.

### Discografía producida por Nigel Walker
- Álvaro Urquijo - Cada Minuto - 2006.
- Casa rusa - Despertar (single) - 2004.
- Cirilo - Revolución (E.P.) - 2013.
- Cirilo -Presiento-2015. Lobo (L.P. Edición México) 2016 Último Trago En Chicago (E.P.) 2017 Nada por Nada, Cirilo y David Summers 2021, Déjame Soñar 2022
- Cómplices (dúo) - A veces - 2002.
- Coti - Canciones para llevar - 2004.
- Coti - Esta mañana y otros cuentos - 2005.
- David Summers - Perdido en el espacio - 1997.
- David Summers - En Directo desde el Teatro Metropolitan-México D.F. - 1998.
- El canto del loco - A contracorriente - 2002.
- El canto del loco - Estados de ánimo - 2005.
- El canto del loco - Zapatillas - 2006.
- El canto del loco - Personas - 2008.
- Enanitos Verdes - Planetario (álbum) - 1997.
- Fito Paez "El amor despues del Amor" 1992
- Estopa - Remezcla de Cuando Amanece Estopa X Anniversarivm - 2009.
- Gabriel Carámbula - Carámbula - 1997.
- Hombres G - Ésta es tu vida - 1990.
- Hombres G - Todo esto es muy extraño - 2004.
- Hombres G & El Canto del Loco, estadio Vicente Calderón (6 de julio de 2005).
- Intérpretes varios - Serrat, eres único - 1995.
- La sonrisa de Julia - El hombre que olvido su nombre - 2010.
- La Oreja de Van Gogh - El viaje de Copperpot - 2000.
- La Oreja de Van Gogh - Lo que te conté mientras te hacías la dormida - 2003.
- La Oreja de Van Gogh - Guapa - 2006.
- La Oreja de Van Gogh - A las cinco en el Astoria 2008.
- La Oreja de Van Gogh - Nuestra casa a la izquierda del tiempo 2009.
- La Rabia del Milenio - La Rabia del Milenio 1998.
- Los Rodríguez - Sin documentos - 1993.
- Los Secretos - A tu lado (Homenaje a Enrique Urquijo) - 2000.
- Los secretos - solo para escuchar
- M Clan - Defectos personales - 2002.
- Melón Diesel - Hombre en el espejo - 2001.
- Melón Diesel - Real - 2002.
- Las Chirly Woo - Trópico - 1985
- O'funk'illo - Ofunkillo - 2000.
- Pereza (banda) - Animales - 2005.
- Pereza (banda) - Los amigos de los animales - 2006.
- Pereza (banda) - Aproximaciones - 2007.
- Pereza (banda) - Barcelona (álbum de Pereza) - 2007.
- Rubén Pozo - En marcha - 2015.
- Sons of Rock - Jugando con fuego - 2012.
- Sidecars (banda) - Fuego cruzado - 2014.
- Sidecars (banda) - Contra las cuerdas - 2016.
- Sidecars (banda) - Cuestión de gravedad - 2017.
- Sin Rumbo - Hablamos después... - 2008.
- Sexy Sadie - Lost & Found - 2003.[3]
- Tahúres Zurdos - El tiempo de la luz - 2000.
- Vega - Circular - 2006.
- Vega - Circular: Como girar sin dar la vuelta - 2007.
- Viejas Locas - Especial - 1999.
- Zenttric - Zenttric - 2009.
- Zodiacs - Zodiacs - 2006.
- Isma Romero - Luminiscencia 2017

### Discografía coproducida por Nigel Walker
- Antonio Vega - No me iré mañana - 1991.
- Hombres G - Voy a pasármelo bien - 1989.
- La Sonrisa de Julia - El hombre que Olvidó su nombre - 2011.
- Playa Cuberris - Gigantes - 2020.